# 側帶花鮨
側帶擬花鮨，又稱側帶擬花鱸，為輻鰭魚綱鱸形目鱸亞目鮨科的其中一個種。

## 分布
本魚分布於太平洋區，包括日本、臺灣、菲律賓、印尼、澳洲、庫克群島、薩摩亞群島、斐濟、關島、馬紹爾群島、馬里亞納群島、新喀里多尼亞、東加、法屬波里尼西亞等海域。

## 深度
水深10-180公尺。

## 特徵
本魚體側扁，雌雄魚體色略有不同，雌魚體為黃色或橘紅色，眼下具有2條細斜帶，叉形尾。雄魚體型略大，為紅色，體中央具一大塊方行的粉紅斑，背鰭硬棘10枚；背鰭軟條16-18枚；臀鰭硬棘3枚；臀鰭軟條6-7枚，體長可達20公分。

## 生態
本魚棲息在礁石斜坡或獨立礁的陰暗面且有強流的地區活動，屬肉食性，以浮游動物為食，雄魚具有領域性，為一夫多妻制，若族群中雄魚死亡，第一順位的雌魚會性轉變為雄魚。

## 經濟利用
可做為觀賞魚。